# Tosin Dosunmu
Tosin Dosunmu (ur. 15 lipca 1980 w Lagos) – nigeryjski piłkarz grający na pozycji napastnika. Posiada także obywatelstwo belgijskie.

## Kariera klubowa
Dosunmu pochodzi z Lagos. Swoją piłkarską karierę zaczynał w klubie First Bank FC, grającym w 3. lidze. W barwach First Bank zadebiutował w 1997 roku mając niespełna 17 lat. Latem 1998 roku Dosunmu wyjechał do Belgii i został piłkarzem RWD Molenbeek, który dopiero co został zdegradowany z pierwszej ligi. Pierwszy jego sezon w drugiej lidze był udany i zdobył 10 goli. W drugim był już jednak rezerwowym i rzadko grał w pierwszym składzie, w którym stracił miejsce na rzecz Paula Kpaki i Yves'a Buellincxa. Przez to zdobył tylko 2 gole w lidze. W sezonie 2000/2001 prawie w ogóle nie zaistniał na boisku. Rozegrał tylko 1 mecz i został wysłany do rezerw. Latem 2001 Dosunmu został wypożyczony do 3-ligowego Verbroedering Denderhoutem. W barwach tego klubu został najlepszym strzelcem zespołu z 20 golami i latem 2002 zainteresował się nim sam RSC Anderlecht. Dosunmu nie powrócił z wypożyczenia do Molenbeek i podpisał 3-letni kontrakt z KV Mechelen, przechodząc tam jako wolny zawodnik. Mechelen przechodziło jednak kłopoty finansowe, piłkarze przez pół roku nie dostawali pensji i mogli rozwiązać swoje kontrakty z tym klubem. Dosunmu zrobił podobnie i w styczniu 2003 opuścił klub.
Tosin trafił do KVC Westerlo grającego w pierwszej lidze. Już w debiucie, 19 stycznia, zdobył gola w wyjazdowym meczu z Anderlechtem, a jego drużyna niespodziewanie wygrała 2:0. Łącznie w rundzie wiosennej strzelił 7 goli i z Westerlo zajął 10. miejsce w lidze. Sezon 2003/2004 był dla Dosunmu bardzo udany. Rozegrał wszystkie 34 mecze w lidze i zdobył w nich 16 goli. Więcej od niego w lidze zdobyli tylko Luigi Pieroni (28) i Émile Lokonda Mpenza (21). Także cała drużyna Westerlo grała dobrze i zakończyła sezon na 6. miejscu. W następnym sezonie Dosunmu rozegrał tylko 4 mecze w lidze i zdobył w nich 5 goli, ale zaraz potem odszedł z klubu.
We wrześniu 2004 Austria Wiedeń zapłaciła Westerlo milion euro za Dosunmu. Nigeryjczyk spotkał w Austrii swojego rodaka Rabiu Afolabiego. W T-Mobile Bundeslidze zadebiutował w 8. kolejce, 12 września w wygranym 1:0 wyjazdowym meczu z Grazer AK, gdy w 64. minucie zmienił Ivicę Vasticia. Sezon w wiedeńskim klubie nie był jednak dla niego udany. Rozegrał 23 mecze w lidze i zdobył tylko 4 gole, a rzadko grał w pierwszej jedenastce i głównie wchodził na boisko z ławki rezerwowych. Z Austrią zajął 3. miejsce w lidze, a do tego doszedł z nią do ćwierćfinału Pucharu UEFA, z którego Austriacy odpadli po dwumeczu z Parmą. Łącznie w Pucharze UEFA zagrał w 10 meczach (w 2 od pierwszych minut) i strzelił jednego gola w wyjazdowym meczu z Realem Saragossa (2:0).
Latem 2005 Dosunmu wrócił do Belgii zostając wypożyczonym do Germinalu Beerschot Antwerpia. Tam powrócił do swojej dyspozycji sprzed 2 lat i z 18 golami na koncie wywalczył tytuł króla strzelców Jupiler League. Dzięki jego skuteczności Germinal zakończył sezon na 6. pozycji.
W letnim oknie transferowym w 2006 roku za 1,3 miliona euro przeszedł do AS Nancy. W Ligue 1 zadebiutował w 1. kolejce, 5 sierpnia w wygranym 1:0 meczu z AS Monaco, gdy w 85. minucie zmienił Gastona Curbelo. Tydzień później w 88. minucie meczu z CS Sedan zdobył swojego pierwszego gola na francuskich boiskach. Od tego czasu grał jednak słabiej i w rundzie jesiennej nie trafił ani razu do siatki rywala. Po rozegraniu 11 meczów, zimą 2007 Dosunmu został wypożyczony do SV Zulte-Waregem. Latem 2007 roku podpisał kontrakt z Germinalem Beerschot Antwerpia.

## Kariera reprezentacyjna
W 1997 roku Dosunmu był członkiem juniorskiej reprezentacji Nigerii U-17, która brała udział w Meridian Cup w Portugalii. Był tam rezerwowym napastnikiem dla Mohammeda Aliyu i Hashimu Garby.
W pierwszej reprezentacji Nigerii Dosunmu zadebiutował 5 czerwca 2004 w wygranym 2:0 meczu z Rwandą rozegranym w ramach kwalifikacji do Mistrzostw Świata w Niemczech. Został także powołany na odbywający się 2 tygodnie później mecz z Angolą, jednak cały mecz przesiedział na ławce rezerwowych.